# 南明山摩崖题刻
南明山摩崖题刻位于浙江省丽水市莲都区南明山上。1963年3月11日列入浙江省文物保护单位，2013年5月列入第七批全国重点文物保护单位。

## 分布
现存摩崖题记58处，分布在石梁、高阳洞、云阁崖三处。
- 石梁

现存题记20处，其中有北宋元祐八年（1093年）处州太守关景晖的题刻，明、清两代有关南明山游记的碑刻六方。
- 高阳洞

有摩崖石刻15处，多为北宋时期，在下洞口附近有沈括察访两浙农田水利游南明山时所刻的题记。
- 云阁崖

有摩崖石刻12处，其中“灵崇”二字传为东晋葛洪所书。